# W cieniu klasztornej winnicy
W cieniu klasztornej winnicy (oryg. bułg. Под манастирската лоза) – tom opowiadań Elina Pelina opublikowany po raz pierwszy w 1936. Tom ten, uznawany za najwartościowsze dzieło prozatorskie Elina Pelina z okresu międzywojennego, został wpisany do kanonu literatury bułgarskiej lat 1878-1988.

## Okoliczności powstania utworu
Opowiadania składające się na cykl W cieniu klasztornej winnicy powstawały równolegle z pracą Elina Pelina nad innymi dziełami, w okresie między rokiem 1909 a 1934. Większość ich została napisana około roku 1921.

## Treść
Tom składa się z 11 opowiadań.

### Ojciec Sysjusz
Wstępny fragment, zapowiadający ogólną tematykę cyklu i nakreślający ogólne ramy opowieści: narrator przebywa w okresie letnim w męskim klasztorze prawosławnym, gdzie słucha umoralniających opowiadań jego przełożonego, igumena Sysjusza, stanowiących treść dalszych członów cyklu.

### Święci orędownicy
Z inicjatywy świętego Teodozjusza w niebie odbywa się posiedzenie świętych poświęcone problemowi współżycia seksualnego, jakie musi towarzyszyć każdemu poczęciu. Święci pragną przedyskutować problem, zanim zaproponują Bogu, by zmienił proces poczęcia i tym samym zlikwidował na świecie kwestię namiętności cielesnych. W czasie zebrania głos nieoczekiwanie zabiera dobry łotr, przypominając, iż wielu świętych w swoim życiu popełniło grzechy nieczystości, za które odpokutowali dopiero później. Apeluje do zebranych, by nie niszczyli pokus, gdyż tym samym zbawienie przestaje być wszelką zasługą. Do słuszności słów łotra przekonuje pozostałych święty Jan Chryzostom.

### Oczy świętego Spirydiona
Święty Spirydion, ubogi szewc, pragnie uniknąć wszelkiego kontaktu z kobietami, co mogłoby w jego mniemaniu doprowadzić go do grzechu. Aby brać miarę z kobiecych stóp przed przygotowaniem dla nich butów, prosi klientki o odciśnięcie stopy w popiele. Któregoś jednak dnia w jego warsztacie pojawia się piękna Turczynka, która prosi go o wzięcie miary bezpośrednio z jej nogi. Olśniony urodą dziewczyny i pewny potępienia, Spirydion wykłuwa sobie oczy i ucieka z miasta do lasu. Jednak nawet tam nie potrafi zapomnieć o dziewczynie. Gdy modli się o wyzwolenie z wewnętrznej, niedającej się zniszczyć pokusy, Bóg cudownie zwraca mu jego oczy.

### Zwierciadło świętego Krzysztofa
Krzysztof poświęca całe życie walce ze złem, co pojmuje dosłownie - zabija każdego, kto w jego mniemaniu zgrzeszył. Ku jego zdumieniu, im więcej grzeszników ponosi śmierć z jego ręki, tym bardziej odrażająca jest jego twarz, zmieniająca się w pysk psa. Nie rozumiejąc przyczyn przemiany, Krzysztof osiedla się na odludziu i tam pomaga ludziom przechodzić przez nurty rzeki, korzystając ze swojej ogromnej siły fizycznej. Nadal jednak zdarza mu się wrzucić w odmęty człowieka, którego uznał za grzesznika. Któregoś dnia nad rzeką pojawia się Jezus Chrystus pod postacią starca, a przeniesiony przez rzekę wręcza mu lusterko. Następnie pojawia się diabeł; Krzysztof chce go zabić, jednak ostatecznie przenosi go bezpiecznie na drugi brzeg. Wówczas jego twarz przybiera pierwotną postać: zrozumiał bowiem, że powinien w pierwszej kolejności wybaczać.

### Spowiedź
Do starego mnicha Nikodema przychodzi człowiek, który nigdy nie chodził do cerkwi, aby po raz pierwszy w życiu się wyspowiadać. Mężczyzna twierdzi, że jest pasterzem, żyje w całkowitej izolacji w górach, kocha wszystkie żywe stworzenia. Zdumiony mnich jest pewien, że ma do czynienia ze świętym. Mężczyzna wyznaje jednak, że współżyje z wieloma kobietami, co uważa za zupełnie naturalne. Mnich w pierwszej chwili jest przerażony jego postawą, jednak po odejściu nieznajomego dochodzi do wniosku, że być może to on jest bliższy boskiej prawdzie, poszukując prostego szczęścia.

### Oniemiałe dzwony
W jednym z bułgarskich monasterów trwają przygotowania do święta. Dumny z dokonanych przygotowań igumen Joachim odkrywa jednak, że w jednej z cerkwi modli się ubłocona, źle ubrana chłopka, która weszła do świątyni, wbrew zwyczajowi, przed oficjalnym rozpoczęciem uroczystości. Mnich wyrzuca ją z cerkwi, zaś pozostawioną przez nią szpilkę wbitą w zasłonę ikonostasu wyrzuca. Następnie wchodzi na dzwonnicę, by tradycyjnym uderzeniem w dzwony rozpocząć święto. Dzwony jednak milczą. Dopiero gdy duchowny wraca do świątyni, by umieścić szpileczkę tam, gdzie zostawiła ją modląca się, dźwięk dzwonów sam rozlega się z wieży.

### Obchód świętego Jerzego
6 maja, w dniu wspomnienia świętego Jerzego, święty schodzi na ziemię i przechadza się po polach i łąkach, gdzie z zadowoleniem ogląda zwierzęta rozmnażające się. Zauważa również chłopca i dziewczynę, którzy idąc po polu jedynie delikatnie dotykają swoich dłoni. Niezadowolony, prosi pszczołę, motyla i gąsienicę o pomoc - owady, fruwając wokół zakochanych, zachęcają ich do wzięcia się w objęcia. Sam święty porzuca swój płaszcz, by mogli się na nim położyć.

### Polewka z grzechów ojca Nikodema
Gość monasteru je obiad razem z igumenem Sysjuszem, który opowiada mu o zmarłym niedawno mnichu Nikodemie. Żył on samotnie, zajmując się jedynie modlitwą i dbaniem o kwiaty. W specjalnym naczyniu gromadził ziarna fasoli - czarne oznaczały ciężkie grzechy, zaś białe - sytuacje, których mnich nie potrafił jednoznacznie ocenić. Na karteczkach, w które owijał ziarna, opisywał poszczególne przypadki: do ciężkich grzechów zaliczył wspomnienia świeckiego życia i niespełnionej miłości, zaś białymi ziarenkami oznaczył pozostawianie białych róż dla przypadkowych przechodniów, by ich piękno mogło ich ucieszyć, lub rozważania nad znaczeniem ciała dla szczęścia człowieka. Jedząc polewkę z fasoli, którą mnich zebrał w naczyniu, igumen wspomina Nikodema jako dobrego mnicha.

### Kobieta ze złotym włosem
W małym bułgarskim miasteczku żyje wdowa Smarajda, która od czasu śmierci męża mieszka jedynie z matką. Jako jedna z nielicznych kobiet w mieście nie romansuje z żadnym mężczyzną. Inny mieszkaniec miasta, Paweł, wysiaduje całymi dniami pod miejską łaźnią, zbierając informacje o wyglądzie kobiet. Któregoś dnia dowiaduje się od żony miejscowego kapłana, że Smarajda w miejscu intymnym posiada złoty włos. Chęć sprawdzenia tej informacji skłania Pawła do bliższego zapoznania się z wdową, na którą dotąd nie zwracał uwagi, a następnie do ich ślubu.

### Prorok
Do spokojnego miasteczka przybywa nieznany nikomu prorok, wieszcząc nadejście bożego sądu i ciężkich kar dla grzeszników. Ratunkiem przed nimi ma być publiczne biczowanie. Ludzie z miasta boją się nowo przybyłego, nie chcą go słuchać. Nagle rozlega się burza, którą prorok przyjmuje z radością, jako potwierdzenie własnych słów. Jednak pioruny i deszcz nie czynią nikomu krzywdy, jedynie pod nim trzęsie się ziemia. Gdy prorok ucieka za miasto, dopada go sfora psów, które drą na nim ubranie i niszczą bicz, jakie niósł ze sobą. Nagiego mężczyznę spotyka stary pasterz, który wskazuje mu drogę do kryjówki w górach. Czując się pewnym ocalenia, prorok chce przygotować nowy bicz z napotkanych po drodze ostów. Pojawia się jednak przed nim Chrystus i oznajmiając, że prorok nigdy go nie zrozumiał, a jego serce jest całkowicie skamieniałe, zamienia go w kamienny posąg.

### Wesoły mnich
W skalnym klasztorze Trójcy Świętej żyje młody mnich Ennicjusz, który od pierwszych dni w klasztorze wyróżnia się pogodą ducha i umiejętnością rozmowy ze zwierzętami. Któregoś dnia pojawia się przed nim diabeł, śmiejąc się z jego decyzji o wstąpieniu do monasteru i nazywając chęć izolacji od świata pełnieniem jego woli. Wstrząśnięty mnich opuszcza klasztor i rozpoczyna wędrówkę po wsiach, gdzie śpiewa wesołe pieśni i dostarcza ludziom rozrywki i radości. Jego niecodzienne zachowanie doprowadza go przed sąd, gdzie uznany za sługę diabła zostaje skazany na spalenie na stosie. Ogień zmienia się jednak w pęk kwiatów, a mnich odchodzi wolny. Po jego śmierci na jego grobie gromadzą się zwierzęta i rosną bujne rośliny, podczas gdy monaster Trójcy Świętej popada w ruinę.

## Wymowa utworu
Zdaniem Wojciecha Gałązki mottem całego cyklu, podobnie jak powstającego w tym samym okresie zbioru Czarne róże mogłaby być wypowiedź igumena Sysjusza zawarta w pierwszym opowiadaniu. Mnich oznajmia w niej, iż przeszłość jest dla człowieka ogromną skarbnicą wiedzy, do której kolejne skarby dokłada teraźniejszość. Jednak nauki z własnych doświadczeń, jak również cudzych przypadków, można wyciągnąć dopiero po pewnym czasie. Elin Pelin, tworząc opowiadania o typowych zachowaniach i postawach człowieka, pragnął przyczynić się do przyszłej refleksji nad życiem zgodnie z ukazaną filozofią.
Opowiadania zawarte w cyklu nawiązują do ludowych podań i baśni związanych z bułgarską tradycją monastyczną oraz z popularnymi świętymi prawosławnymi, jednak kult świętych oraz tradycje Kościoła prawosławnego zostały ujęte w sposób zdystansowany, momentami wręcz niezgodny z nauczaniem Cerkwi. Święci i mnisi są ludźmi myślącymi w prosty sposób, zaś główna zasada moralności ludowej polega na pokojowym współżyciu z drugim człowiekiem przy równoczesnym poszukiwaniu własnego szczęścia. Jako niezgodne z zamysłem boskim zostają przedstawione nawet próby ascetycznego życia - symbolem prawdziwej duchowości chrześcijańskiej staje się wesoły mnich, bohater ostatniego opowiadania, który porzucił monaster, by bawić i rozweselać prosty lud. Wzorem do naśladowania jest prostota myślenia, szczerość, dobroć i umiłowanie natury, poddanej wyraźnej idealizacji w opowiadaniach. Wojciech Gałązka dokonuje zestawienia postawy propagowanej przez Pelina z koncepcjami świętego Franciszka z Asyżu. Ogólne zaś pragnienie poszukiwania szczęścia w prostym życiu, bez korzystania z osiągnięć cywilizacji ani też złożonej filozoficznej refleksji łączy z kryzysem wartości zauważalnym w literaturze bułgarskiej okresu po I wojnie światowej. Teresa Dąbek-Wirgowa porównuje kreacje pozytywnych bohaterów cyklu nie tylko z duchem franciszkanizmu, ale i z postaciami z utworów Rabelais.